# Олени Санта-Клауса
Олени Санта-Клауса — в североамериканской и в меньшей степени — в европейской германоязычной традиции группа из девяти летучих северных оленей, тянущих за собой повозку Санта-Клауса, развозящего рождественские подарки. Начиная с первой половины XX века проникают в детскую художественную литературу, в музыкальные произведения и в кино.

## Первоначальный состав
Список из 8 оленей приобрёл популярность после выхода в 1823 году стихотворения Клемента Кларка Мура «Визит Святого Николая». В этом стихотворении олени носили голландские имена (аналогично тому, как имя Санта-Клаус является видоизменённым голландским вариантом имени Святого Николая). Эдмундер Кларенс Стедман поместил в своей «Американской антологии 1787—1900 гг.» это стихотворение в редакции 1844 года, в которой голландские имена Dunder (гром) и Blixem (молния) были заменены на германизованные формы Donder и Blitzen. Позднее имя Donder приняло форму Donner, что соответствует нормам современного немецкого языка.
В настоящее время в североамериканской традиции имена оленей устоялись. Ниже приводятся их английские и французские варианты (последние имеют хождение в Канаде):
1. Dasher (Дэшер), «стремительный» / Tornade (Торнад),
2. Dancer (Дэнсер), «танцор» / Danseur (Дансье),
3. Prancer (Прэнсер), «скакун» / Furie (Фюри),
4. Vixen (Виксен), «резвый» / Fringant (Фрэнган),
5. Comet (Комет), «комета» / Comète (Комет),
6. Cupid (Кьюпид), «Купидон» / Cupidon (Купидон),
7. Donner (Доннер), нем. «гром» / Tonnerre (Тоннер),
8. Blitzen (Блитцен), нем. «молния» / Éclair (Эклер),
9. Рудольф / Рудольф

### Рудольф — девятый и самый популярный олень
Олень Рудольф присоединился к классической восьмёрке в 1939 году, когда поэт Роберт Л. Мэй сочинил стихи, опубликованные в книге, которая раздавалась детям посетителей сети супермаркетов «Montgomery Ward» во время Рождества. История Рудольфа отражена в популярной песне и в ряде кинофильмов.
В стихотворениях Мэя другие олени насмехались над Рудольфом из-за его светящегося красного носа. Однажды из-за сильного тумана развоз подарков Санта-Клаусом затянулся, когда он добрался до дома Рудольфа, он заметил его светящийся нос в тёмной комнате и решил, что этот нос станет подходящим фонариком, освещающим дорогу его саням, и попросил Рудольфа  стать передовым оленем в упряжке, на что тот охотно согласился.